# Eberswalder Strasse (Berlins tunnelbana)
Eberswalder Strasse (U-Bahnhof Eberswalder Straße) är en tunnelbanestation på linje U2 i Berlin som ligger i stadsdelen Prenzlauer Berg. Stationen öppnades redan år 1913, då uppkallad efter närbelägna Danziger Strasse. 1950 ändrades gatunamnet och därmed även stationsnamnet till Dimitroffstrasse och slutligen fick stationen 1991 sitt nuvarande namn efter en annan närbelägen gata, Eberswalder Strasse. Det berömda gatuköket Konnopke’s Imbiss finns alldeles i närheten. Stationen är formgiven av svensken Alfred Grenander. Tunnelbanan går utomhus på viadukt ovanför den långa affärsgatan Schönhauser Allee.

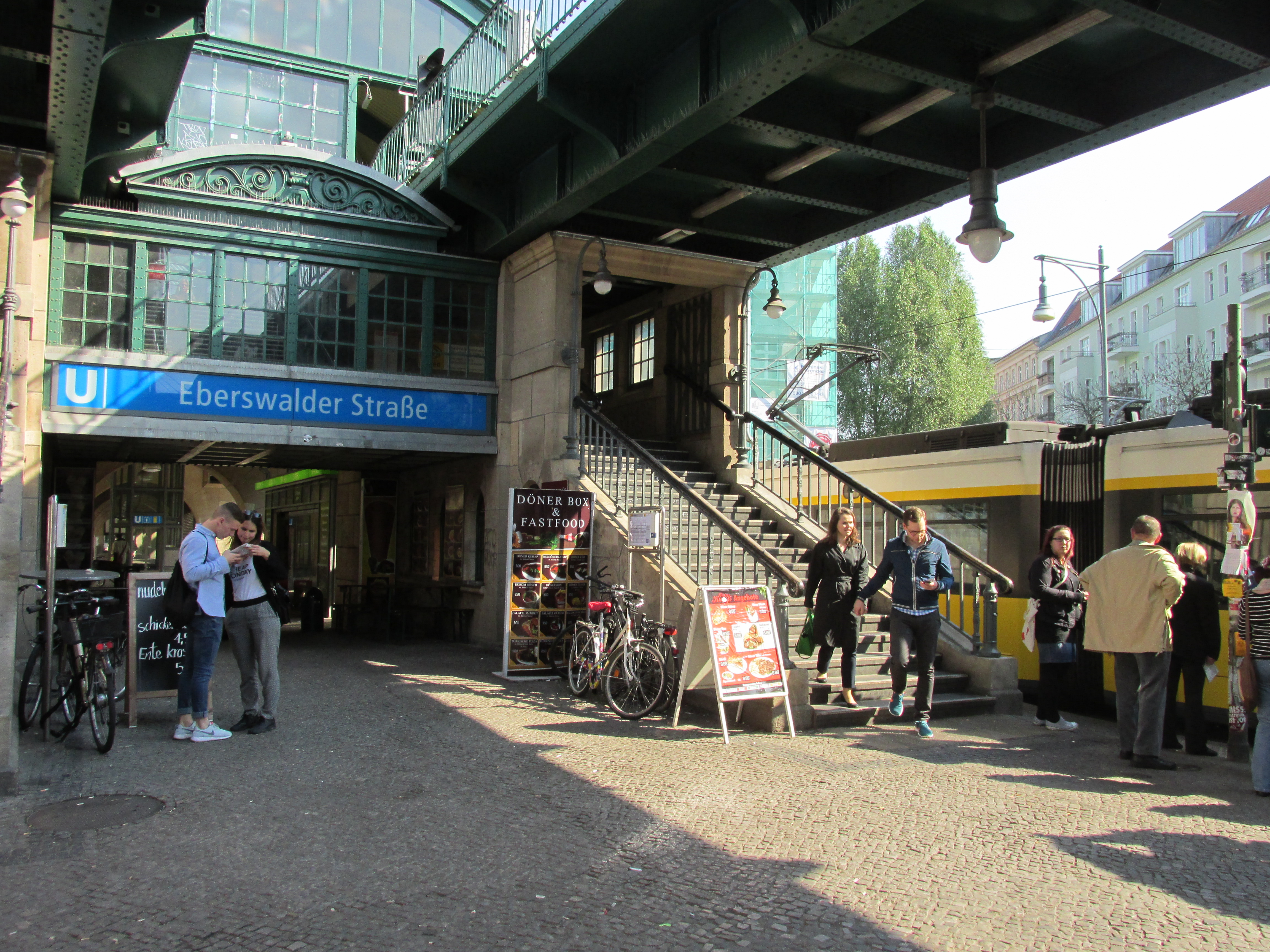
Södra entrén vid Eberswalder Strasse.
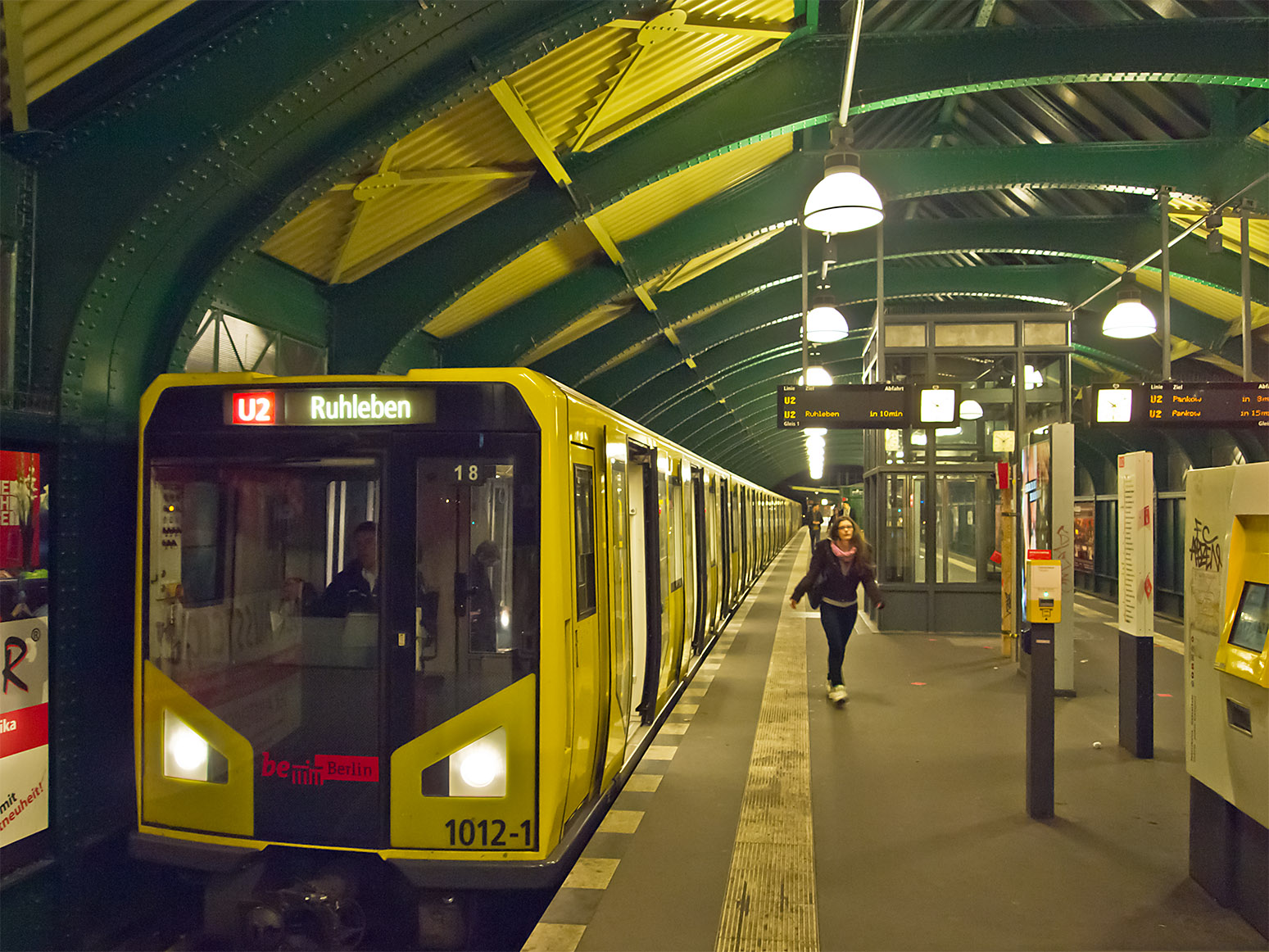
Perrongen söderut
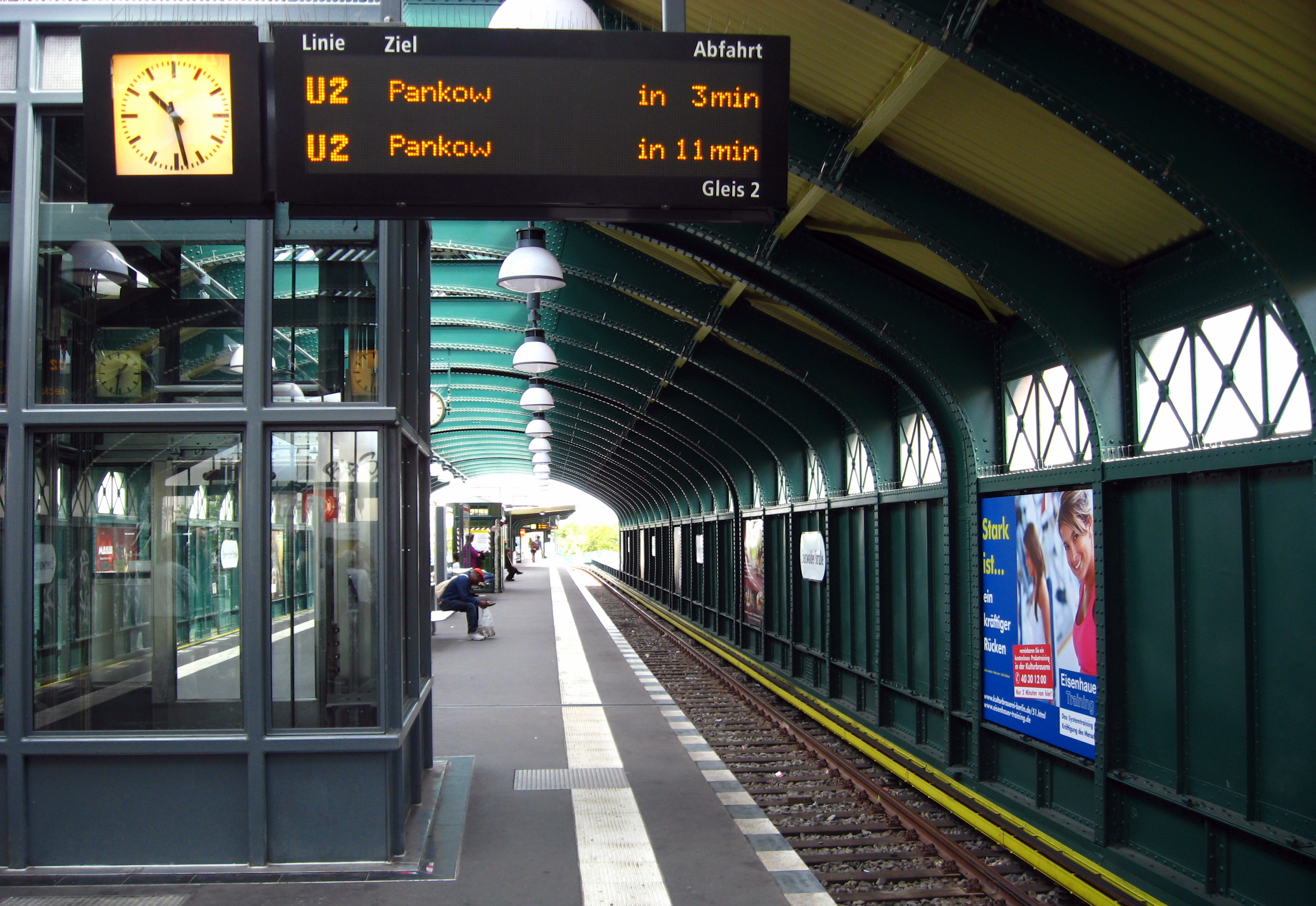
Perrongen norrut